# Horsham (Sussex de l'Ouest)
Pour les articles homonymes, voir Horsham (homonymie).
Horsham est une ville de 51 062 habitants du Sussex de l'Ouest, en Angleterre. La ville est arrosée à l'ouest par l'Arun.
Elle est connue pour la chartreuse Saint-Hugues située dans le village de Cowfold à proximité.

## Géographie
Horsham se situe à une altitude de 50 mètres, elle est dans le centre du Weald précisément dans le Low-Weald, à la limite ouest du High Weald, avec les collines de Surrey North Downs au nord et les Sussex Downs au sud. L'Arun traverse le sud de la ville et poursuit son chemin vers Broadbridge Heath. Elle est rejointe par un certain nombre de cours d'eau s'écoulant du nord autour de Rusper.

## Histoire
La "Horsham Point" - (Tardenoisien) est une pointe de flèche mésolithique - qui réfère quelquefois à la naissance d'une culture britannique distincte puisque c'est le plus ancien artéfact connu qui est postérieur à la séparation (causé par le remplissage de la Manche à la suite de la fonte des glaces) de l'Île de Bretagne du continent.

### Moyen Âge
La première mention de Horsham se trouve dans la charte de la terre du roi Edred d'Angleterre datée de 947. La ville avait des liens avec la vente de chevaux et le nom est considéré comme provenant de Horse Ham, un établissement où les chevaux étaient gardés.
Une autre explication est que Horsham est une contraction de Ham Horsa d'après le guerrier anglo-saxon qui aurait donné des terres dans la région.
Horsham n'est pas mentionnée dans le Domesday Book, soit parce qu'elle n'a jamais été visitée, ou parce qu'elle a simplement été retirée de la version finale. Il se trouve dans la même division administrative normande ancienne du rape de Bramber et la centaine de Singlecross.
Dans les temps anciens, Horsham était contrôlée par la puissante famille de Braose. Plus tard, la famille Eversfield, qui avait prospéré comme maîtres de forges, construit Denne Park House, leur siège.
Horsham avait deux marchés hebdomadaires au Moyen Âge, elle était réputée, au niveau local, pour ses foires annuelles.

### Époque moderne
Même s'il existait une industrie sidérurgique locale et des brasseries prospères, Horsham restait avant tout une ville de marché au service des nombreuses exploitations agricoles dans la région jusqu'au début du XXe siècle.
Horsham a réellement prospéré pendant l'ère victorienne. La ville, avec d'autres, a été bien documentée photographiquement par Francis Frith. On possède de nombreuses photos d'époque des monuments qui sont toujours en place aujourd'hui, même si certains ont été déplacés.
Horsham resta une ville avec d'importantes brasseries jusqu'en 2000, lorsque la brasserie King and Barnes a été fermée à la suite de la fusion avec Hall & Woodhouse, des brasseurs du Dorset. King & Barnes existait depuis 1906. La brasserie est restée dans les mains de la famille King jusqu'à la fusion en 2000 lorsque la production a cessé. Le dernier membre de la famille King impliqué dans l'entreprise brasse encore à Horsham sous l'appellation « W J King & Co », il fournit les pubs locaux.
La ville n'a cessé de croître ces dernières années pour atteindre une population de plus de 50 000 habitants. Cela a été facilité par la réalisation à la fois d'un contournement de la ville intérieur et extérieur. La localisation de toute nouvelle croissance fait l'objet d'un intense débat sa grande voisine Crawley.

## Économie
Horsham est historiquement spécialisée dans le commerce de bovins, d'ovins et du maïs. Ses anciennes industries comprennent le brassage, la fabrication de briques, de sidérurgie et de l'imprimerie. Aujourd'hui, les industries importantes sont les services financiers, les produits pharmaceutiques et issus de la haute technologie. Horsham est aussi une ville de banlieue desservant Londres, Brighton et Crawley.
Le centre-ville de Horsham possède de nombreux magasins de chaînes nationales, et souffre de la perte des petits détaillants indépendants. En 1992, le centre-ville a été repensé pour réduire considérablement le flux de la circulation dans les rues commerçantes. Une grande partie est devenue piétonne pour attirer les clients dans la ville.

## Patrimoine
- L'église paroissiale Sainte-Marie est le plus vieux bâtiment de Horsham. Elle a été associée à la vie de la communauté avec une utilisation continue pendant près de huit siècles. Elle est située à l'extrémité du pont-jetée de Normandie, la partie la plus ancienne existante de Horsham. La structure actuelle est en grande partie de style victorien.

- L'hôtel de ville de la Place du Marché est un bâtiment datant de 1648, quand il a été mentionné comme un « market house. » En 1721, une nouvelle construction a été construite contenant un élevage de volailles et de marché du beurre. Le bâtiment est tombé en ruine et a été sensiblement restructuré autour 1812. Ce n'est qu'à la fin de 1888 qu'il est devenu la propriété du conseil municipal de Horsham. Le bâtiment a de nouveau été largement reconstruit et est essentiellement d'origine victorienne tardive avec une façade normande. Il a été utilisé comme bureaux du conseil et en tant que tribunal de première instance et, plus récemment, il abritait le bureau d'enregistrement à l'étage supérieur. Le rez-de-chaussée était encore utilisé comme un lieu occasionnel du marché jusqu'à ce que la mairie le ferme pour être loué comme restaurant.

## Personnalités nées dans la ville
- Hammond Innes (1913-1998), écrivain.
- Thomas Medwin, (1788-1869), poète et biographe.
- Percy Bysshe Shelley, (1792-1822), poète.
- Paul Day, (1967-) sculpteur.
- Harry Enfield (1961-), acteur.
- Jamie Hewlett (1968-), auteur de bande dessinée.
- The Feeling, groupe musical.
- Jolyon Palmer (1991-), pilote de Formule 1.

## Jumelages
- Saint-Maixent-l'École (France) depuis 1982
- Lage (Lippe) (Allemagne)
- Lerici (Italie)
- Horsham (Australie)